# Ferrinho

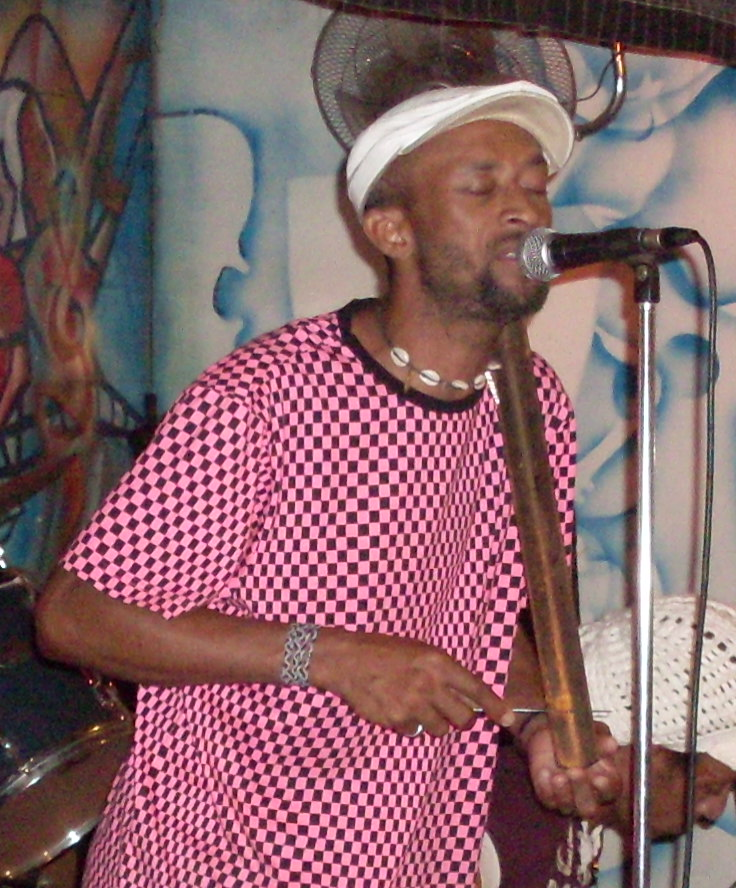
Joueur de ferrinho

Le ferrinho (en créole capverdien ferrinhu /feˈʀiɲu/) est un instrument de musique, plus précisément un idiophone frotté.
On pense que le nom « ferrinho » est une adaptation de « ferrinhos », qui est le nom sous lequel le triangle est connu dans la musique populaire au Portugal, mais le ferrinho présente plus d’analogies avec des instruments tels que le güiro (idiophone frotté) qu’avec le triangle (idiophone directement percuté).

## Facture
Il est composé d’une barre de métal (en général en fer) qui est frottée par un autre objet en métal. 

## Jeu
La barre est tenue verticalement, avec sa partie inférieure appuyée sur la paume de la main du joueur, tandis que la partie supérieure reste appuyée sur l’épaule du joueur. Avec l’autre main, un objet métallique tenu horizontalement gratte la barre avec des mouvements d’aller et retour verticaux.
Le ferrinho est utilisé pour marquer le rythme du funaná, un genre de musique du Cap-Vert.